# Vårfrukyrkan, Stockholm
Vårfrukyrkan, Stockholm är en kyrka i stockholmsstadsdelen Fruängen i Stockholm. Den tillhör Brännkyrka församling i Stockholms stift. Kyrkcentret med församlingslokaler klädda i rött fasadtegel ritades av Sven Hesselgren och invigdes 1963 som Fruängens kyrkcentrum, dock utan den inritade kyrkolokalen. En sådan började byggas 2004 i platsgjuten betong efter ritningar av Lars Bjursten och Kerstin Holmer. Kyrkan invigdes första advent 2005 och fick då namnet Vårfrukyrkan.

## Vårfrukyrkan
- Invigningsår: 2005
- Arkitekter: Lars Bjursten och Kerstin Holmer
- Sevärdheter: Tak- och altarmålning av Laris Strunke
- Orgel: Walter Thür Orgelbyggen, 1982, 14 stämmor. Flyttad och ommålad 2005

## Bildgalleri

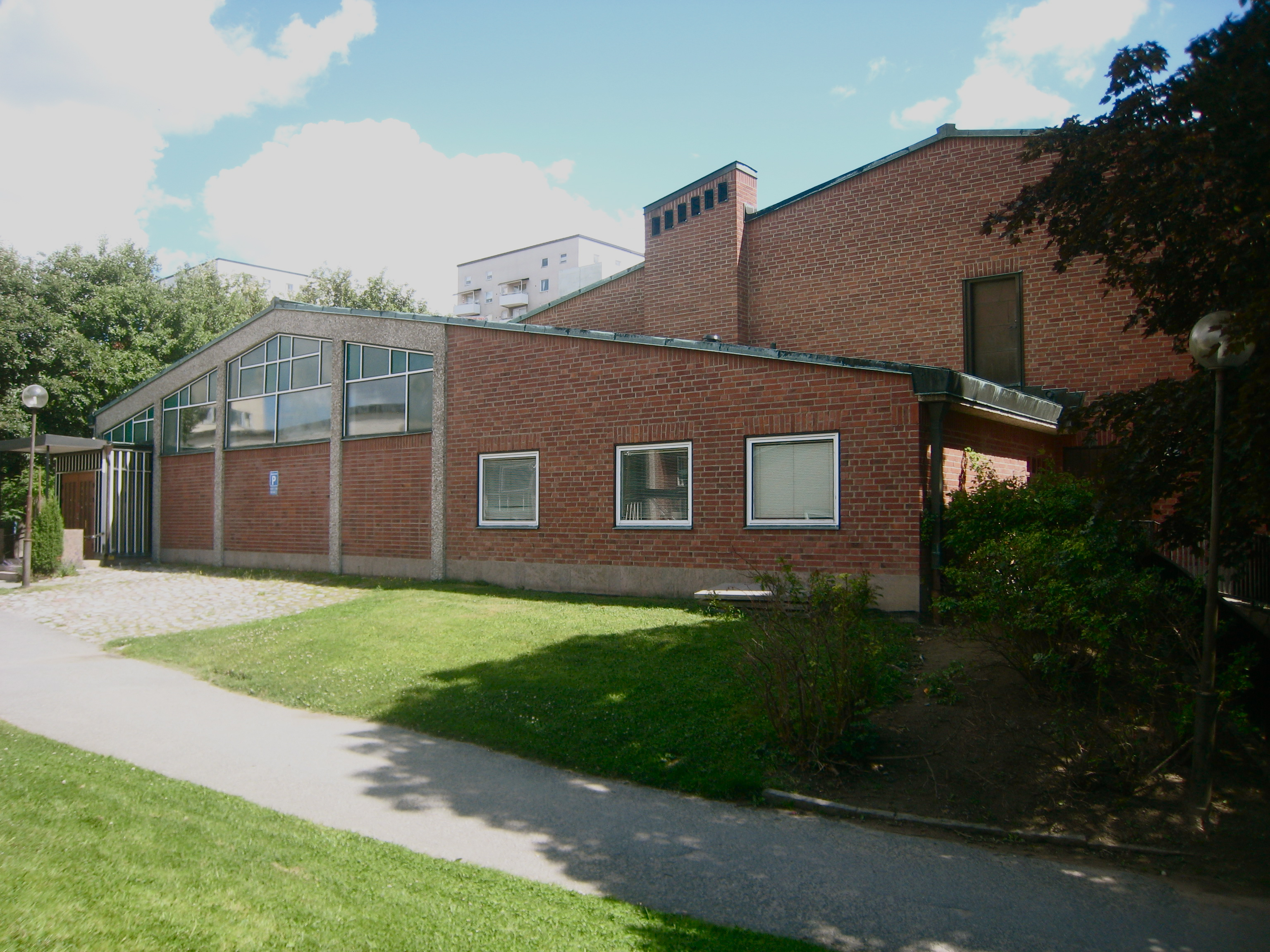
Den gamla kyrkobyggnaden.
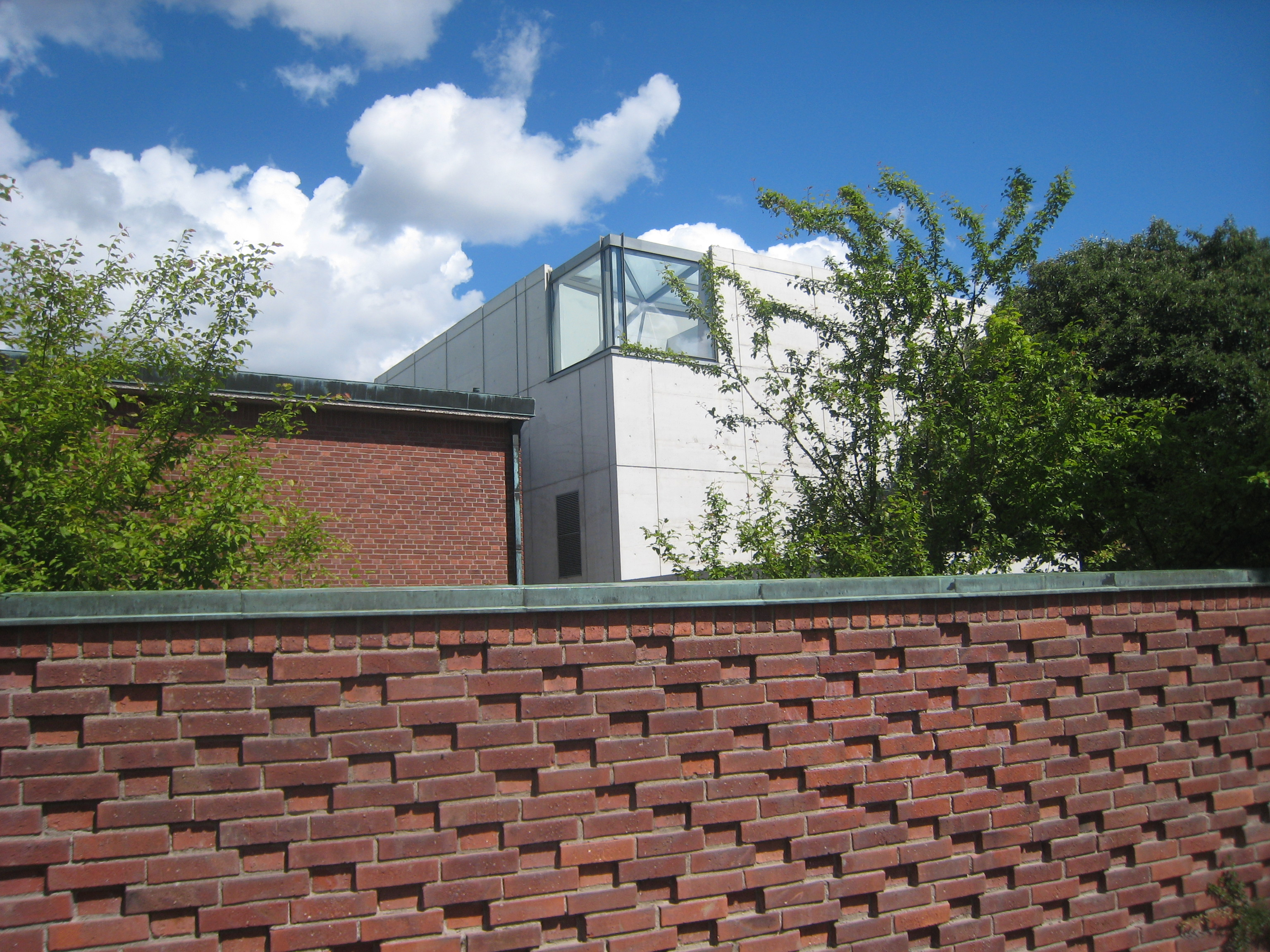
Den nya kyrkan är ihopbyggd med de äldre tegelbyggnaderna.
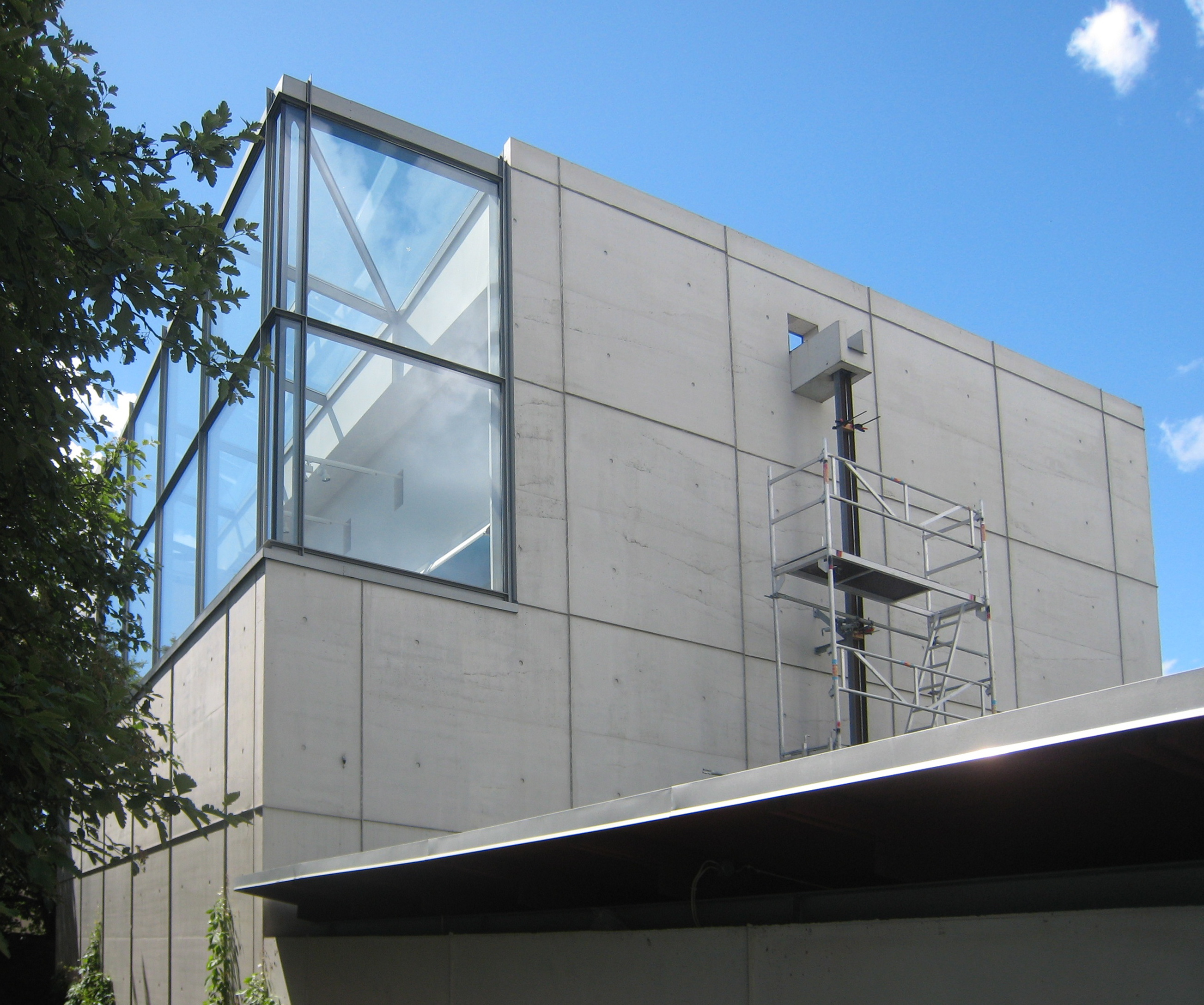
Fasad på den nya kyrkan.